# SP-259
A SP-259 é uma rodovia transversal do estado de São Paulo, administrada pelo Departamento de Estradas de Rodagem do Estado de São Paulo (DER-SP).

## Denominações
Recebe as seguintes denominações em seu trajeto:
Nome:	Caminho Paulista das Tropas, Rodovia
- De - até:	SP-249 (Bairro Capelinha) - SP-258 (Itararé)
- Legislação:	LEI 14.078 DE 20/05/2010

## Descrição
A rodovia em sua totalidade é de terra. Principais pontos de passagem: SP 249 (Bairro Capelinha) - SP 258 (Itararé)

## Características

### Extensão
- Km Inicial: 308,800
- Km Final: 353,800

### Localidades atendidas
- Itaberá
- Engenheiro Maia
- Itararé